# Clionella liltvedi
Clionella liltvedi là một loài ốc biển, là động vật thân mềm chân bụng sống ở biển thuộc họ Clavatulidae.

## Phân bố
Table Bay and bờ biển phía tây của Cape Peninsula.